# 雪域豹影
《雪域豹影》（又名《雪豹的眼泪》 ，《雪豹也有后爸》 ）是中国动物小说家沈石溪的一部作品，共34章，讲述了滇北高原日曲卡雪山上一只从未感受过家庭温情的雪豹选择为三只幼豹的继父，从而与雌雪豹组成一个特殊的雪豹家庭后的诸多故事。

## 情节
雌雪豹阿灿霞刚产下一窝幼崽后，配偶日食生便死于非命。雌豹受生活压力所迫，萌生了招赘一只雄雪豹帮助自己养育幼崽的想法，却在试图吸引雄豹的过程中遇到了挫折。不仅所有的雄豹在闻到幼崽的气味后均悻悻而去，其中一只名为花月亮的雄豹还咬死了四只幼崽中的一只以强迫雌豹阿灿霞与之婚配。正当阿灿霞悲愤交加却无可奈何之时，它在捕猎时遇到了从小不受照顾，发育不良，羸弱不堪的公雪豹泥雪滚。阿灿霞以婚配为名诱骗到泥雪滚捕到的雪兔，然而在其凶相毕露后泥雪滚仍不肯放弃。阿灿霞试图通过展示其幼崽来使泥雪滚罢休，却不料泥雪滚在一番犹豫后仍决定充当“后爸”的角色。在一次阿灿霞外出捕猎时，一对狼獾准备偷袭其幼崽，却被本事不关己的泥雪滚死死拦住，斗成一团，从而保住了三只幼崽的性命。于是阿灿霞勉强让泥雪滚加入了这个家庭。
之后的生活中，雪豹泥雪滚均表现得尽职尽责。在一次捕猎中，阿灿霞的一只幼崽“银老二”被狼獾重伤，但由于其太重而无法带回巢穴。于是泥雪滚在原地保护幼豹，即使狂风暴雨来临亦用身体护住幼豹，为其遮风挡雨，从而使幼豹痊愈，保住了性命。在一次捕捉红鲑鱼的路上，一只幼崽陷入沼泽地中。阿灿霞逼泥雪滚跳下去以命换命，泥雪滚最后亦是照做，将幼崽托出了水面，同时最后与幼崽一同奇迹般生还。
当年秋天，阿灿霞被人类所捕，幼崽因缺少食物而对泥雪滚凶相毕露。泥雪滚一气而走，却仍在捡到食物后重回幼崽身边。在幼崽之一“花老三”因无食物而奄奄一息时，捕猎技术不高的泥雪滚铤而走险深入豺群捕猎，在一番九死一生的搏斗后最终带回了食物。
偷猎的汽车在路上被交警查获，阿灿霞从而得以重返家园，与泥雪滚和幼崽们重逢。幼崽们也渐渐长大。然而它们发现，银老二由于幼时受狼獾重伤而留下心理阴影，从而不敢捕猎。阿灿霞在多次劝诱甚至断绝供给其食物均未果后决定放弃。然而在阿灿霞带着其余幼崽抛下饥寒交迫，体力衰微的银老二时，泥雪滚却留在其身边反哺食物，任阿灿霞如何咆哮抓咬均不为所动。在两只幼豹离家后，泥雪滚和阿灿霞为了消除银老二的心理阴影，带其一同与当初的两只狼獾厮杀。在泥雪滚为保护银老二而被母獾咬住咽喉，命悬一线之时，银老二终于觉醒，狠狠咬死了母獾，从而得以独立生活。
在阿灿霞的照顾下，受重伤的泥雪滚得以逃出鬼门关。然而等待它的却是命运又一次的捉弄。

## 创作背景
沈石溪在其2011年的文章《雪豹的家庭伦理》中称，他常常为动物千奇百怪的家庭伦理而感到十分震惊，继而产生强烈的写作冲动，并在好几年前便想写一部“动物家庭伦理长篇系列”，但因为杂事众多耽误了不少时间，使得直到2010年春天才全部写完。《雪域豹影》即为该系列中的一本。
同时沈石溪称，雪豹的家庭伦理是雄雪豹只抚养与自己有血缘关系的幼豹，而拒绝抚养与自己没有血缘关系的幼豹。同时，雪豹的发情是有周期性的。雌雪豹在做母亲的两年育幼期中不会与雄雪豹交配，这即意味着若有雄雪豹招赘进门，则需要忍受两年的煎熬才能得到异性的亲密。

## 扩展阅读
- 雪豹
- 沈石溪
- 雪豹悲歌